# Адри ван Мале
Адријанус Адри ван Мале (хол. Adrianus "Adri" van Male; 7. октобар 1910 — Ротердам, 11. октобар 1990) био је холандски фудбалски голман.
За Фајенорд је одиграо 221 утакмицу од 1930. до 1939. и 15 утакмица за фудбалску репрезентацију Холандије од 1932. до 1940. године, а учествовао је на Светском првенству 1934. и  Светском првенству 1938. године.